# Hangafajok listája

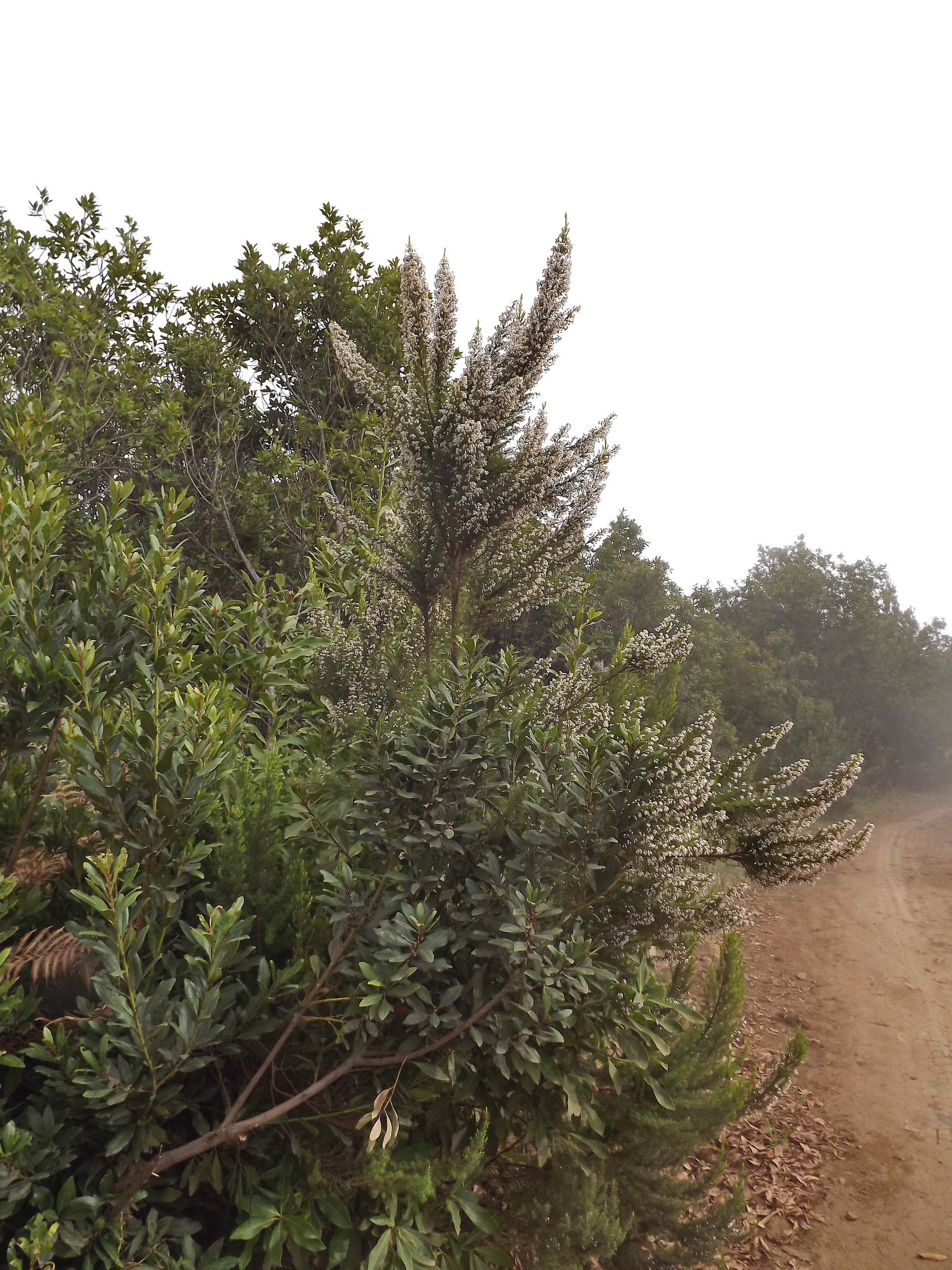
Erica arborea

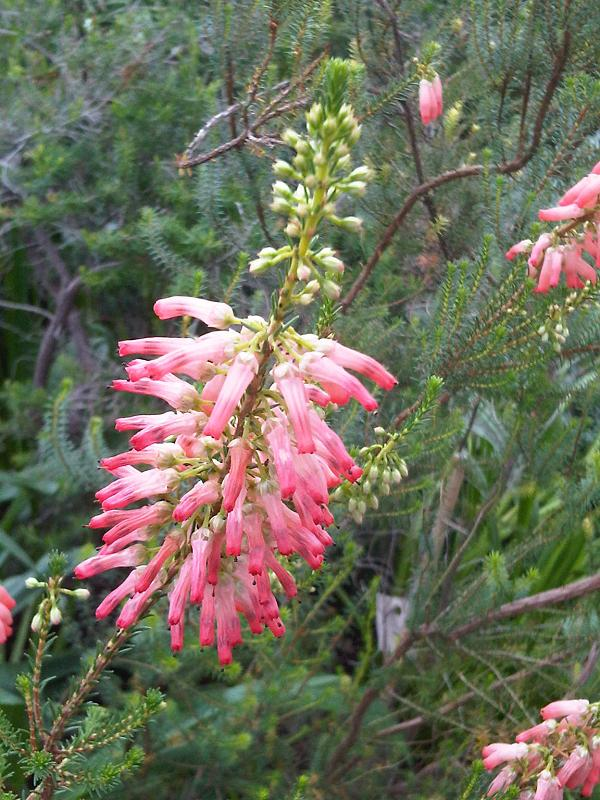
Erica caffra

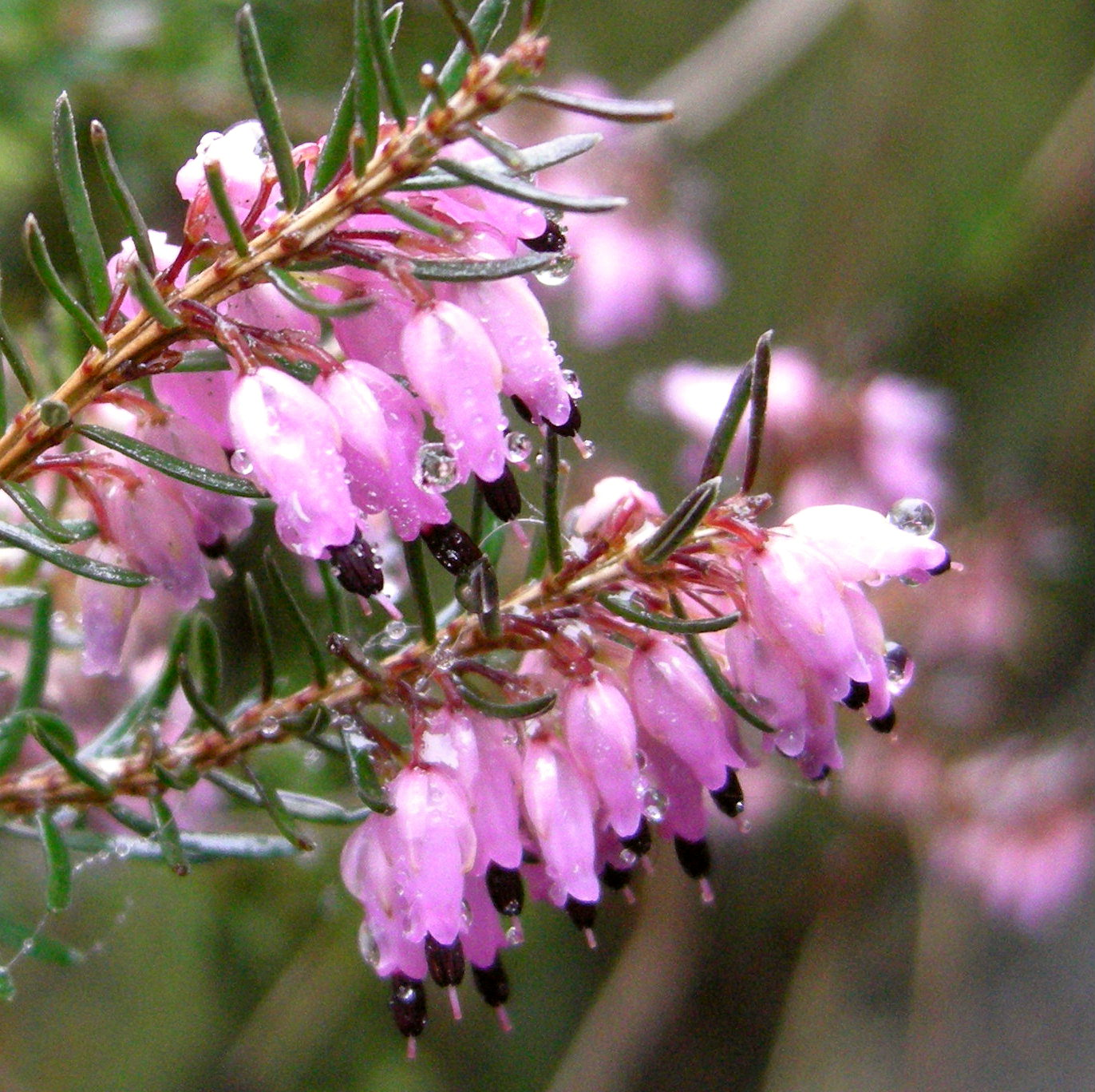
Erica carnea

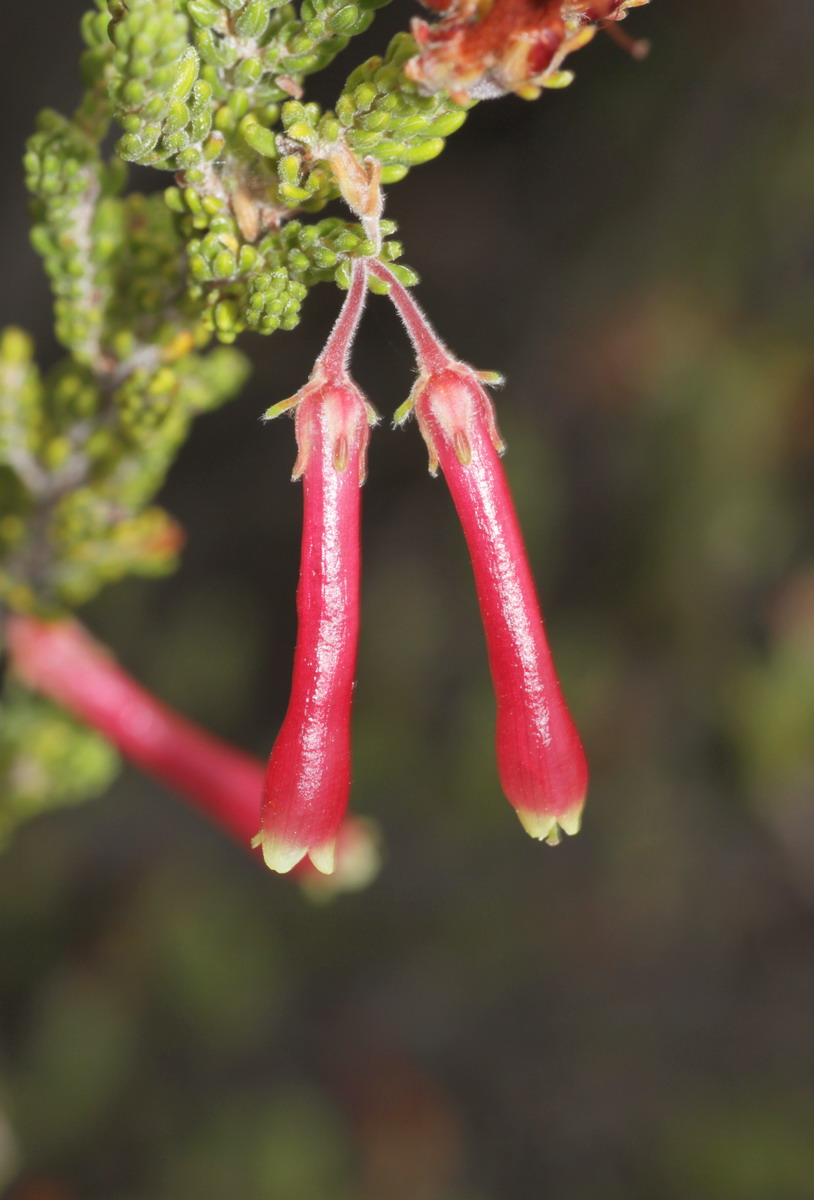
Erica discolor

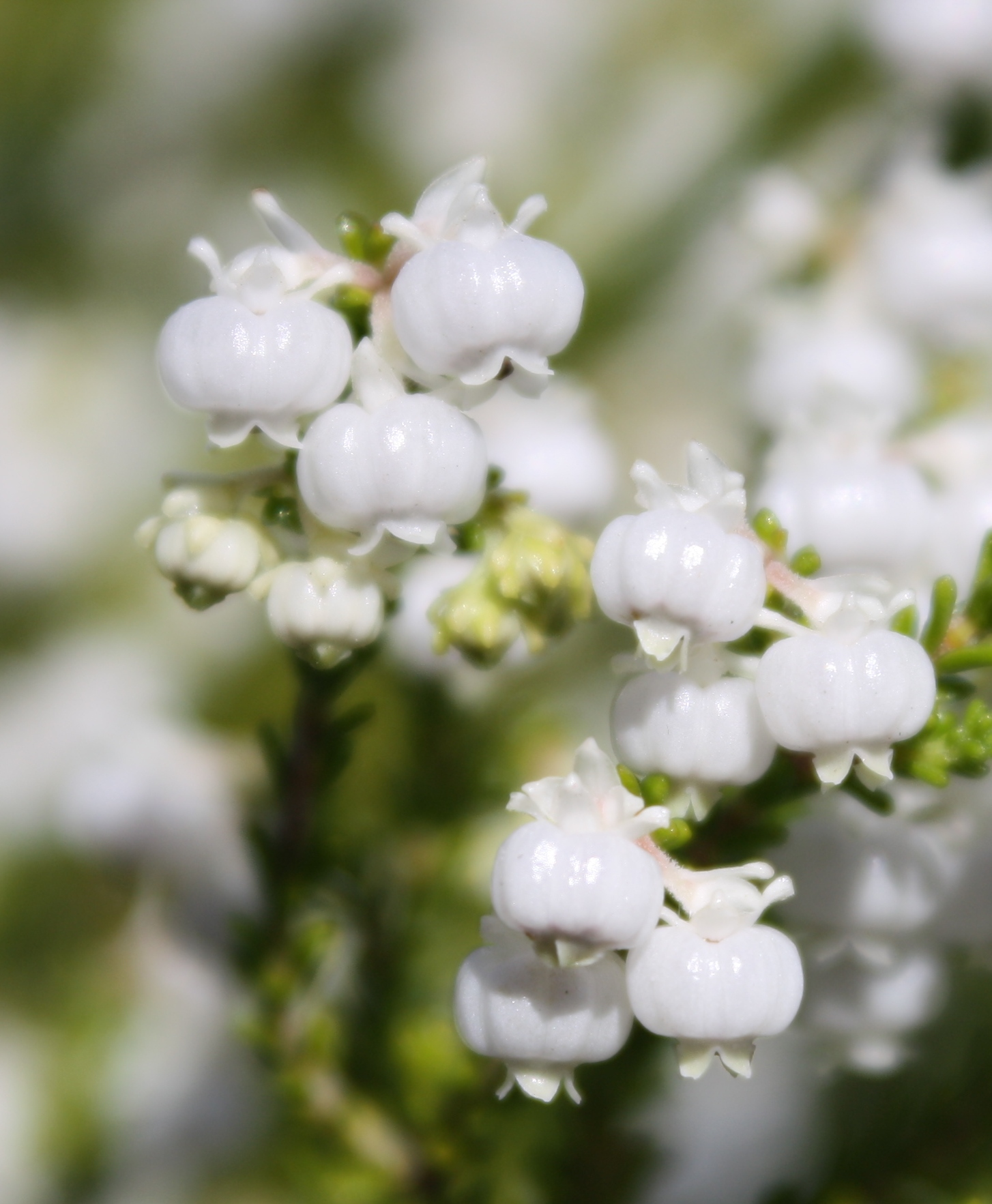
Erica formosa

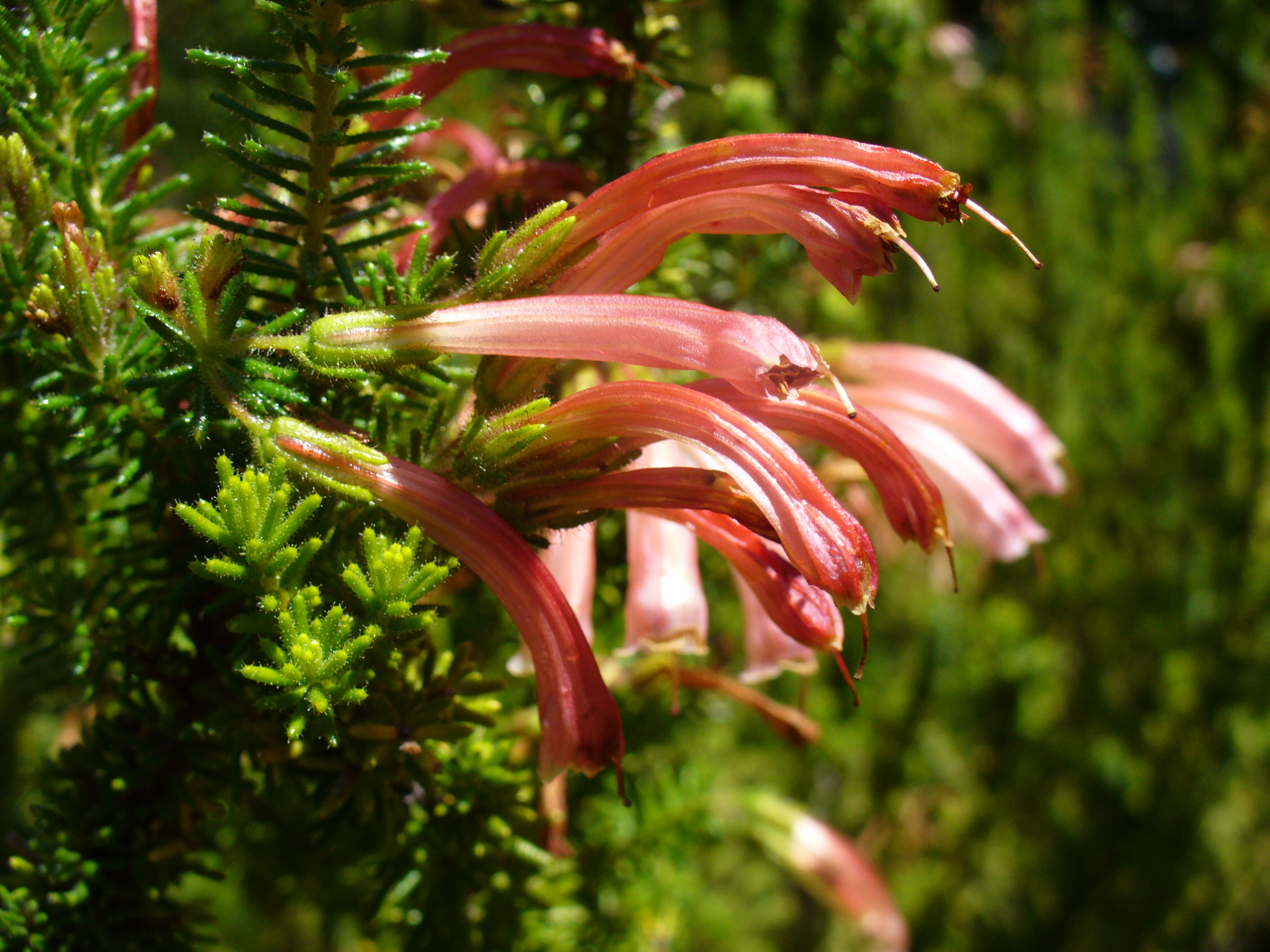
Erica glandulosa

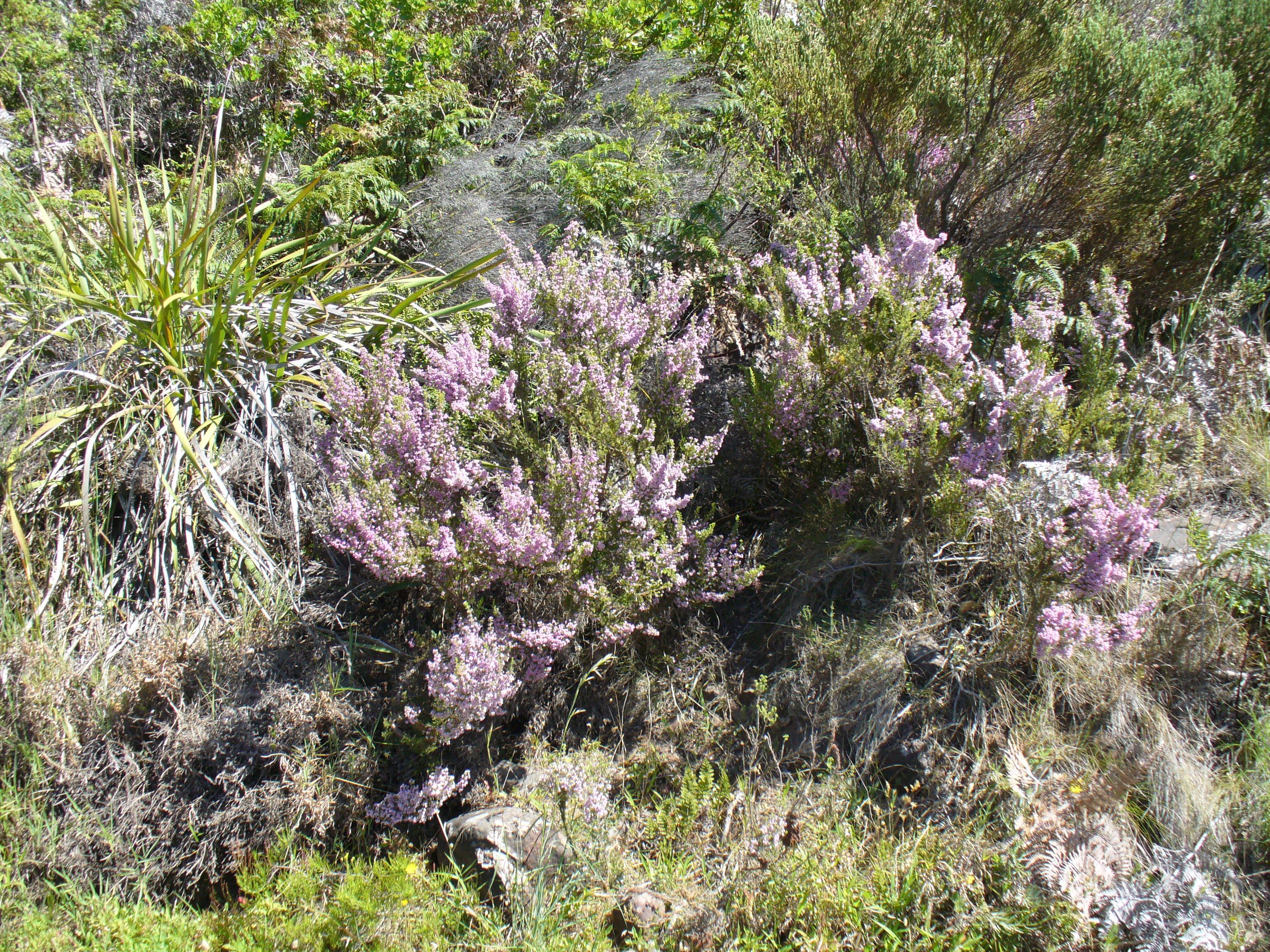
Erica hirtiflora

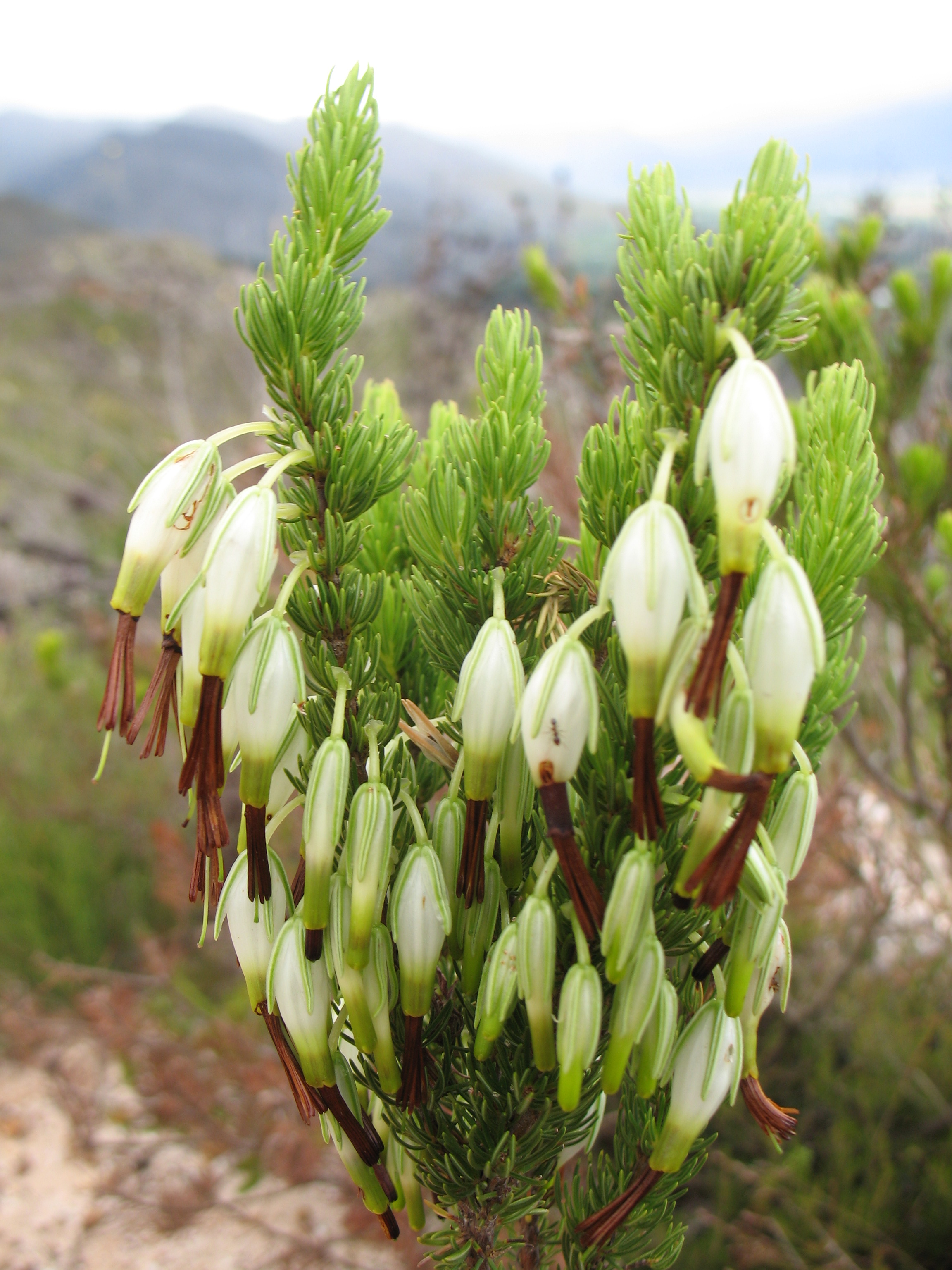
Erica plukenetii

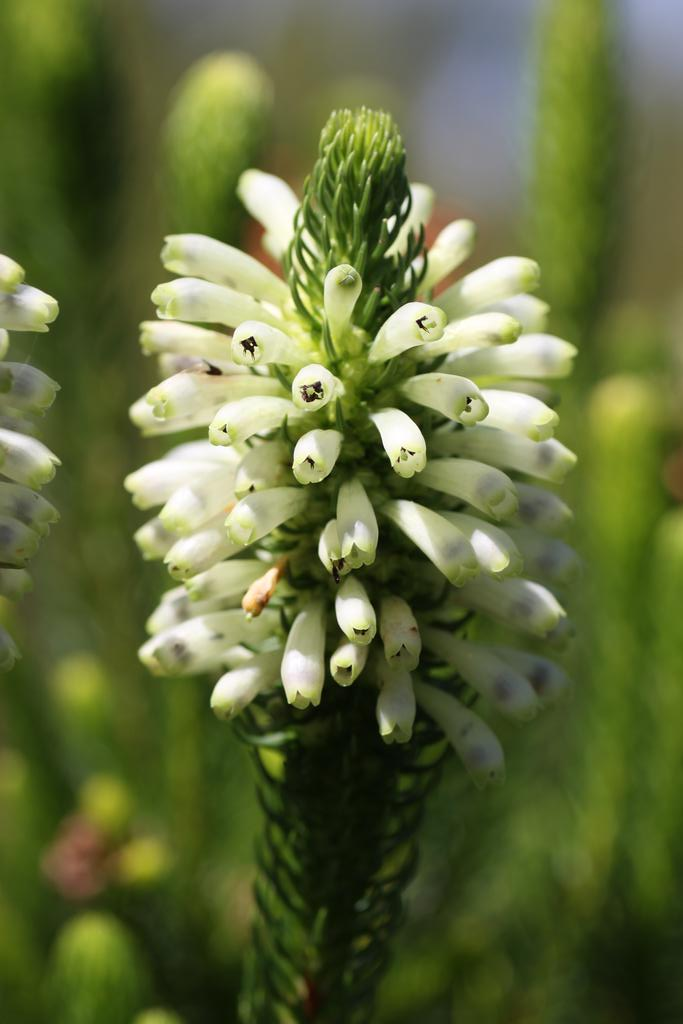
Erica sessiliflora

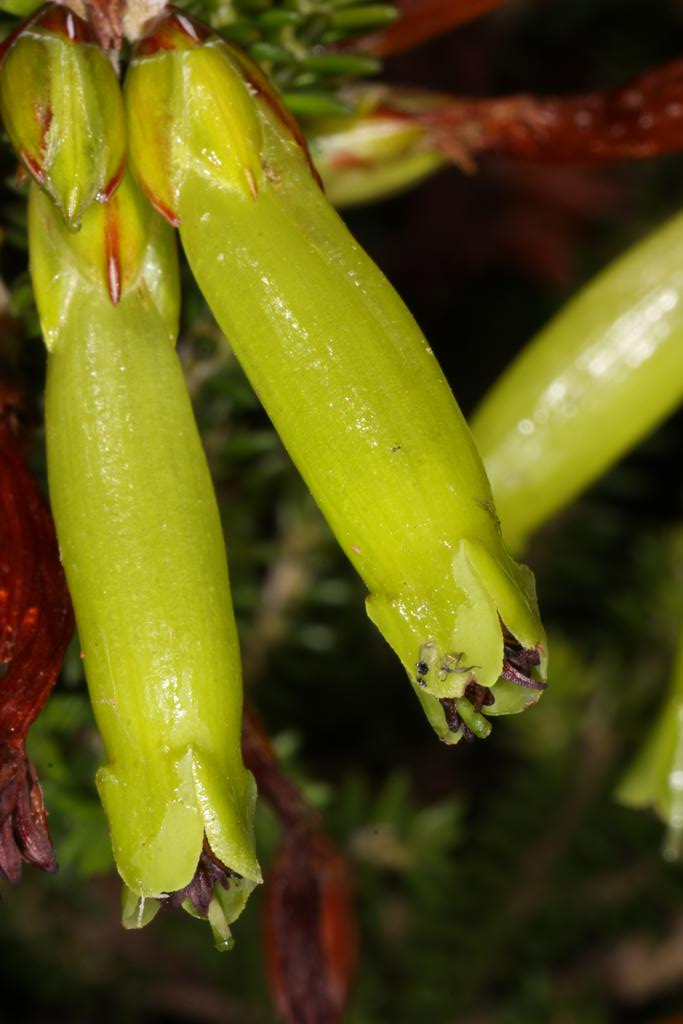
Erica viridiflora

A hanga (Erica) a hangavirágúak (Ericales) rendjébe, ezen belül a hangafélék (Ericaceae) családjába tartozó névadó nemzetség.
Az alábbi fajokat a következő 6 alnemzetség foglalja össze: Erica subg. Chlamydanthe, Erica subg. Ectasis, Erica subg. Erica, Erica subg. Platystoma, Erica subg. Stellanthe és Erica subg. Syringodea.

## Rendszerezés
A nemzetségbe az alábbi 864 faj tartozik:
- Erica abbottii E.G.H.Oliv.
- Erica abelii E.G.H.Oliv.
- Erica abietina L.
- Erica accommodata Klotzsch ex Benth.
- Erica acuta Andrews
- Erica adaequata Tausch
- Erica adnata L.Bolus
- Erica adunca Benth.
- Erica aemula L.Guthrie & Bolus
- Erica aestiva Markötter
- Erica affinis Benth.
- Erica agglutinans E.G.H.Oliv.
- Erica aggregata J.C.Wendl.
- Erica aghillana L.Guthrie & Bolus
- Erica albens L.
- Erica albertyniae E.G.H.Oliv.
- Erica albescens Klotzsch ex Benth.
- Erica albospicata Hilliard & B.L.Burtt
- Erica alexandri L.Guthrie & Bolus
- Erica alfredii L.Guthrie & Bolus
- Erica algida Bolus
- Erica alnea E.G.H.Oliv.
- Erica alopecurus Harv.
- Erica altevirens H.A.Baker
- Erica alticola L.Guthrie & Bolus
- Erica altiphila E.G.H.Oliv.
- Erica amalophylla E.G.H.Oliv. & I.M.Oliv.
- Erica amatolensis E.G.H.Oliv.
- Erica amicorum E.G.H.Oliv.
- Erica amidae E.G.H.Oliv.
- Erica amoena J.C.Wendl.
- Erica amphigena L.Guthrie & Bolus
- Erica ampullacea Curtis
- Erica andevalensis Cabezudo & J.Rivera
- Erica andreaei Compton
- Erica andringitrensis (H.Perrier) Dorr & E.G.H.Oliv.
- Erica aneimena Dulfer
- Erica anemodes E.G.H.Oliv.
- Erica anguliger (N.E.Br.) E.G.H.Oliv.
- Erica angulosa E.G.H.Oliv.
- Erica annalis E.G.H.Oliv. & I.M.Oliv.
- Erica annectens L.Guthrie & Bolus
- Erica anomala Hilliard & B.L.Burtt
- Erica arachnocalyx E.G.H.Oliv.
- cserjés hanga (Erica arborea) L.
- Erica arborescens (Willd.) E.G.H.Oliv.
- Erica arcuata Compton
- Erica ardens Andrews
- Erica arenaria L.Bolus
- Erica areolata (N.E.Br.) E.G.H.Oliv.
- Erica argentea Klotzsch ex Benth.
- Erica argyraea L.Guthrie & Bolus
- Erica aristata Andrews
- Erica armandiana Dorr & E.G.H.Oliv.
- Erica armata Klotzsch ex Benth.
- Erica artemisioides (Klotzsch) E.G.H.Oliv.
- Erica articularis L.
- Erica aspalathifolia Bolus
- Erica aspalathoides L.Guthrie & Bolus ex Schltr.
- Erica astroites L.Guthrie & Bolus
- Erica atherstonei Diels ex L.Guthrie & Bolus
- Erica atricha Dulfer
- Erica atromontana E.G.H.Oliv.
- Erica atropurpurea Dulfer
- Erica atrovinosa E.G.H.Oliv.
- Erica auriculata L.Guthrie & Bolus
- ibériai hanga (Erica australis) L.
- Erica austronyassana Alm & T.C.E.Fr.
- Erica austroverna Hilliard
- Erica autumnalis L.Bolus
- Erica axillaris Thunb.
- Erica axilliflora Bartl.
- Erica azaleifolia Salisb.
- Erica azorica Hochst. ex Seub.
- Erica baccans L.
- Erica bakeri T.M.Salter
- Erica banksia Andrews
- Erica barbigeroides E.G.H.Oliv.
- Erica barnettiana Dorr & E.G.H.Oliv.
- Erica baroniana Dorr & E.G.H.Oliv.
- Erica barrydalensis L.Bolus
- Erica bauera Andrews
- Erica baurii Bolus
- Erica beatricis Compton
- Erica benguelensis (Welw. ex Engl.) E.G.H.Oliv.
- Erica bergiana L.
- Erica berzelioides L.Guthrie & Bolus
- Erica betsileana (H.Perrier) Dorr & E.G.H.Oliv.
- Erica bibax Salisb.
- Erica bicolor Thunb.
- Erica binaria E.G.H.Oliv.
- Erica blaerioides E.G.H.Oliv.
- Erica blancheana L.Bolus
- Erica blandfordia Andrews
- Erica blenna Salisb.
- Erica blesbergensis H.A.Baker
- Erica bodkinii L.Guthrie & Bolus
- Erica bojeri Dorr & E.G.H.Oliv.
- Erica bokkeveldia E.G.H.Oliv.
- Erica bolusanthus E.G.H.Oliv.
- Erica bolusiae T.M.Salter
- Erica borboniifolia Salisb.
- Erica bosseri Dorr
- Erica botryoides Dulfer
- Erica boucheri E.G.H.Oliv.
- Erica boutonii Dorr & E.G.H.Oliv.
- Erica brachialis Salisb.
- Erica brachycentra Benth.
- Erica brachyphylla (Benth.) E.G.H.Oliv.
- Erica brachysepala L.Guthrie & Bolus
- Erica bracteolaris Lam.
- Erica bredasiana E.G.H.Oliv.
- Erica brevicaulis L.Guthrie & Bolus
- Erica brevifolia Sol. ex Salisb.
- Erica broadleyana Andrews
- Erica brownii E.G.H.Oliv.
- Erica brownleeae Bolus
- Erica bruniifolia Salisb.
- Erica bruniodes L.
- Erica burchelliana E.G.H.Oliv.
- Erica cabernetea E.G.H.Oliv.
- Erica caespitosa Hilliard & B.L.Burtt
- Erica caffra L.
- Erica caffrorum Bolus
- Erica calcareophila E.G.H.Oliv.
- Erica calcicola (E.G.H.Oliv.) E.G.H.Oliv.
- Erica caledonica A.Spreng.
- Erica calycina L.
- Erica cameronii L.Bolus
- Erica campanularis Salisb.
- csatornás hanga (Erica canaliculata) Andrews
- Erica canescens J.C.Wendl.
- Erica capensis T.M.Salter
- Erica capillaris Bartl.
- Erica capitata L.
- Erica caprina E.G.H.Oliv.
- Erica carduifolia Salisb.
- alpesi hanga (Erica carnea) L.
- Erica caterviflora Salisb.
- Erica cavartica E.G.H.Oliv. & I.M.Oliv.
- Erica cederbergensis Compton
- Erica cedromontana E.G.H.Oliv.
- Erica ceraria E.G.H.Oliv. & I.M.Oliv.
- Erica cereris (Compton) E.G.H.Oliv.
- Erica cerinthoides L.
- Erica cernua Montin
- Erica cerviciflora Salisb.
- Erica cetrata E.G.H.Oliv.
- Erica chamissonis Klotzsch ex Benth.
- Erica chartacea L.Guthrie & Bolus
- Erica chionodes E.G.H.Oliv.
- Erica chionophila L.Guthrie & Bolus
- Erica chiroptera E.G.H.Oliv.
- Erica chlamydiflora Salisb.
- Erica chloroloma Lindl.
- Erica chlorosepala Benth.
- Erica chonantha Dulfer
- Erica chrysocodon L.Guthrie & Bolus
- pillás hanga (Erica ciliaris) L.
- Erica cincta L.Bolus
- hamvas hanga (Erica cinerea) L. - típusfaj
- Erica clavisepala L.Guthrie & Bolus
- Erica coacervata H.A.Baker
- Erica coarctata J.C.Wendl.
- Erica coccinea L.
- Erica collina L.Guthrie & Bolus
- Erica colorans Andrews
- Erica columnaris E.G.H.Oliv.
- Erica comata L.Guthrie & Bolus
- Erica comorensis (Engl.) Dorr & E.G.H.Oliv.
- Erica condensata Benth.
- Erica conferta Andrews
- Erica consobrina L.Guthrie & Bolus
- Erica conspicua Aiton
- Erica constantia Nois. ex Benth.
- Erica cooperi Bolus
- Erica copiosa J.C.Wendl.
- Erica cordata Andrews
- Erica corifolia L.
- Erica coronanthera Compton
- Erica corydalis Salisb.
- Erica costatisepala H.A.Baker
- Erica crassifolia Andrews
- Erica crassisepala Benth.
- Erica crateriformis L.Guthrie & Bolus
- Erica cremea Dulfer
- Erica cristata Dulfer
- Erica cristiflora Salisb.
- Erica croceovirens E.G.H.Oliv. & I.M.Oliv.
- Erica crucistigmatica Dulfer
- Erica cruenta Aiton
- Erica cryptanthera L.Guthrie & Bolus
- Erica cryptoclada (Baker) Dorr & E.G.H.Oliv.
- Erica cubica L.
- Erica cubitans E.G.H.Oliv.
- Erica cumuliflora Salisb.
- Erica cunoniensis E.G.H.Oliv.
- Erica curtophylla L.Guthrie & Bolus
- Erica curviflora L.
- Erica curvifolia Salisb.
- Erica curvirostris Salisb.
- Erica curvistyla (N.E.Br.) E.G.H.Oliv.
- Erica cuscutiformis Dulfer
- Erica cyathiformis Salisb.
- Erica cygnea T.M.Salter
- Erica cylindrica Thunb.
- Erica cymosa E.Mey. ex Benth.
- Erica cyrilliflora Salisb.
- Erica danguyana (H.Perrier) Dorr & E.G.H.Oliv.
- Erica daphniflora Salisb.
- Erica debilis L.Guthrie & Bolus
- Erica deflexa Sinclair
- Erica deliciosa H.L.Wendl. ex Benth.
- Erica demissa Klotzsch ex Benth.
- Erica densata Dorr & E.G.H.Oliv.
- Erica densifolia Willd.
- Erica denticulata L.
- Erica depressa L.
- Erica desmantha Benth.
- Erica dianthifolia Salisb.
- Erica diaphana Spreng.
- Erica dilatata H.L.Wendl. ex Benth.
- Erica diosmifolia Salisb.
- Erica diotiflora Salisb.
- Erica discolor Andrews
- Erica dispar (N.E.Br.) E.G.H.Oliv.
- Erica dissimulans Hilliard & B.L.Burtt
- Erica distorta Bartl.
- Erica dodii L.Guthrie & Bolus
- Erica dolfiana E.G.H.Oliv.
- Erica doliiformis Salisb.
- Erica dominans Killick
- Erica dracomontana E.G.H.Oliv.
- Erica drakensbergensis L.Guthrie & Bolus
- Erica dregei E.G.H.Oliv.
- Erica dulcis L.Bolus
- Erica dysantha Benth.
- Erica ebracteata Bolus
- Erica eburnea T.M.Salter
- Erica ecklonii E.G.H.Oliv.
- Erica eglandulosa (Klotzsch) E.G.H.Oliv.
- Erica elimensis L.Bolus
- Erica ellipticiflora Dulfer
- Erica elsieana (E.G.H.Oliv.) E.G.H.Oliv.
- Erica embothriifolia Salisb.
- Erica empetrina L.
- Erica equisetifolia Salisb.
- Erica erasmia Dulfer
- Erica eremioides (MacOwan) E.G.H.Oliv.
- Erica ericoides (L.) E.G.H.Oliv.
- pelyhes hanga (Erica erigena) R.Ross
- Erica erinus (Klotzsch ex Benth.) E.G.H.Oliv.
- Erica eriocephala Lam.
- Erica eriocodon Bolus
- Erica eriophoros L.Guthrie & Bolus
- Erica esterhuyseniae Compton
- Erica esteriana E.G.H.Oliv.
- Erica ethelae L.Bolus
- Erica eugenea Dulfer
- Erica euryphylla R.C.Turner
- Erica eustacei L.Bolus
- Erica evansii (N.E.Br.) E.G.H.Oliv.
- Erica excavata L.Bolus
- Erica exleeana E.G.H.Oliv.
- Erica extrusa Compton
- Erica fairii Bolus
- Erica fascicularis L.f.
- Erica fastigiata L.
- Erica fausta Salisb.
- Erica feminarum E.G.H.Oliv.
- Erica ferrea P.J.Bergius
- Erica filago (Alm & T.C.E.Fr.) Beentje
- Erica filamentosa Andrews
- Erica filialis E.G.H.Oliv.
- Erica filiformis Salisb.
- Erica filipendula Benth.
- Erica fimbriata Andrews
- Erica flacca E.Mey. ex Benth.
- Erica flanaganii Bolus
- Erica flavicoma Bartl.
- Erica flexicaulis Dryand.
- Erica flexistyla E.G.H.Oliv.
- Erica floccifera Zahlbr.
- Erica flocciflora Benth.
- Erica florifera (Compton) E.G.H.Oliv.
- Erica foliacea Andrews
- Erica fontana L.Bolus
- Erica formosa Thunb.
- Erica forsteri Dulfer
- Erica frigida Bolus
- Erica fuscescens (Klotzsch) E.G.H.Oliv.
- Erica galgebergensis H.A.Baker
- Erica galioides Lam.
- Erica galpinii T.M.Salter
- Erica garciae E.G.H.Oliv.
- Erica genistifolia Salisb.
- Erica georgica L.Guthrie & Bolus
- Erica gerhardii E.G.H.Oliv. & I.M.Oliv.
- Erica gibbosa Klotzsch ex Benth.
- Erica gigantea Klotzsch ex Benth.
- Erica gillii Benth.
- Erica glabella Thunb.
- Erica glabripes L.Bolus
- Erica glandulifera Klotzsch
- Erica glandulipila Compton
- Erica glandulosa Thunb.
- Erica glaphyra Killick
- Erica glauca Andrews
- Erica globiceps (N.E.Br.) E.G.H.Oliv.
- Erica globulifera Dulfer
- Erica glomiflora Salisb.
- Erica glumiflora Klotzsch ex Benth.
- Erica glutinosa P.J.Bergius
- Erica gnaphaloides L.
- Erica goatcheriana L.Bolus
- Erica gossypioides E.G.H.Oliv.
- Erica goudotiana (Klotzsch) Dorr & E.G.H.Oliv.
- Erica gracilipes L.Guthrie & Bolus
- vékony hanga (Erica gracilis) J.C.Wendl.
- Erica grandiflora L.f.
- Erica granulatifolia H.A.Baker
- Erica granulosa H.A.Baker
- Erica grata L.Guthrie & Bolus
- Erica greyii L.Guthrie & Bolus
- Erica grisbrookii L.Guthrie & Bolus
- Erica guthriei Bolus
- Erica gysbertii L.Guthrie & Bolus
- Erica haemastoma J.C.Wendl.
- Erica haematocodon T.M.Salter
- Erica haematosiphon L.Guthrie & Bolus
- Erica halicacaba L.
- Erica hameriana L.Bolus
- Erica hanekomii E.G.H.Oliv.
- Erica hansfordii E.G.H.Oliv.
- Erica harveiana L.Guthrie & Bolus
- Erica hebdomadalis E.G.H.Oliv. & I.M.Oliv.
- Erica hebecalyx Benth.
- Erica hebeclada Dorr & E.G.H.Oliv.
- Erica heleogena T.M.Salter
- Erica heliophila L.Guthrie & Bolus
- Erica hendricksei H.A.Baker
- Erica hermani E.G.H.Oliv.
- Erica heterophylla L.Guthrie & Bolus
- Erica hexandra (S.Moore) E.G.H.Oliv.
- Erica hexensis E.G.H.Oliv.
- Erica hibbertia Andrews
- Erica hillburttii (E.G.H.Oliv.) E.G.H.Oliv.
- Erica hippurus Compton
- Erica hirta Thunb.
- Erica hirtiflora Curtis
- Erica hispidula L.
- Erica hispiduloides E.G.H.Oliv.
- Erica holosericea Salisb.
- Erica holtii Schweick.
- Erica hottentotica E.G.H.Oliv.
- Erica humansdorpensis Compton
- Erica humbertii (H.Perrier) Dorr & E.G.H.Oliv.
- Erica humidicola E.G.H.Oliv.
- Erica humifusa Hibberd ex Salisb.
- Erica ibityensis (H.Perrier) Dorr & E.G.H.Oliv.
- Erica ignita E.G.H.Oliv.
- Erica imbricata L.
- Erica imerinensis (H.Perrier) Dorr & E.G.H.Oliv.
- Erica inaequalis (Klotzsch) E.G.H.Oliv.
- Erica incarnata Thunb.
- Erica inclusa H.L.Wendl. ex Benth.
- Erica inconstans Zahlbr.
- Erica inflata Thunb.
- Erica inflaticalyx E.G.H.Oliv.
- Erica infundibuliformis Andrews
- Erica ingeana E.G.H.Oliv.
- Erica innovans E.G.H.Oliv.
- Erica inops Bolus
- Erica inordinata H.A.Baker
- Erica insignis E.G.H.Oliv.
- Erica insolitanthera H.A.Baker
- Erica intermedia Klotzsch ex Benth.
- Erica interrupta (N.E.Br.) E.G.H.Oliv.
- Erica intervallaris Salisb.
- Erica intonsa L.Bolus
- Erica intricata H.A.Baker
- Erica involucrata Klotzsch ex Benth.
- Erica involvens Benth.
- Erica ioniana E.G.H.Oliv.
- Erica irbyana Andrews
- Erica irregularis Benth.
- Erica irrorata L.Guthrie & Bolus
- Erica isaloensis (H.Perrier) Dorr & E.G.H.Oliv.
- Erica ixanthera Benth.
- Erica jacksoniana H.A.Baker
- Erica jananthus E.G.H.Oliv. & I.M.Oliv.
- Erica jasminiflora Salisb.
- Erica jeppei L.Bolus
- Erica johnstoniana Britten
- Erica jonasiana E.G.H.Oliv.
- Erica jugicola E.G.H.Oliv. & I.M.Oliv.
- Erica jumellei (H.Perrier) Dorr & E.G.H.Oliv.
- Erica juniperina E.G.H.Oliv.
- Erica junonia Bolus
- Erica kammanassieae E.G.H.Oliv.
- Erica karooica E.G.H.Oliv.
- Erica karwyderi E.G.H.Oliv.
- Erica keeromsbergensis H.A.Baker
- Erica keetii L.Bolus
- Erica kingaensis Engl.
- Erica kirstenii E.G.H.Oliv.
- Erica klotzschii (Alm & T.C.E.Fr.) E.G.H.Oliv.
- Erica kogelbergensis E.G.H.Oliv.
- Erica kougabergensis H.A.Baker
- Erica kraussiana Klotzsch ex Walp.
- Erica krugeri E.G.H.Oliv.
- Erica labialis Salisb.
- Erica lachnaeoides G.Don
- Erica lachneifolia Salisb.
- Erica laeta Bartl.
- Erica laevigata Bartl.
- Erica lageniformis Salisb.
- Erica lananthera L.Bolus
- Erica lanata Andrews
- Erica lanceolifera S.Moore
- Erica langebergensis H.A.Baker
- Erica lanipes L.Guthrie & Bolus
- Erica lanuginosa Andrews
- Erica lasciva Salisb.
- Erica lasiocarpa L.Guthrie & Bolus
- Erica lateralis Willd.
- Erica lateriflora E.G.H.Oliv.
- Erica latiflora L.Bolus
- Erica latifolia Andrews
- Erica latituba L.Bolus
- Erica lavandulifolia Salisb.
- Erica lawsonia Andrews
- Erica lecomtei (H.Perrier) Dorr & E.G.H.Oliv.
- Erica lehmannii Klotzsch ex Benth.
- Erica lepidota Rach
- Erica leptantha Dulfer
- Erica leptoclada Van Heurck & Müll.Arg.
- Erica leptopus Benth.
- Erica lerouxiae Bolus
- Erica leucantha Link
- Erica leucanthera L.f.
- Erica leucoclada (Baker) Dorr & E.G.H.Oliv.
- Erica leucodesmia Benth.
- Erica leucopelta Tausch
- Erica leucosiphon L.Bolus
- Erica leucotrachela H.A.Baker
- Erica lignosa H.A.Baker
- Erica limnophila E.G.H.Oliv.
- Erica limosa L.Bolus
- Erica lithophila E.G.H.Oliv. & I.M.Oliv.
- Erica loganii Compton
- Erica longiaristata Benth.
- Erica longimontana E.G.H.Oliv.
- Erica longipedunculata G.Lodd.
- Erica longistyla L.Bolus
- Erica lowryensis Bolus
- Erica lucida Salisb.
- portugál hanga (Erica lusitanica) Rudolph
- Erica lutea P.J.Bergius
- Erica lyallii Dorr & E.G.H.Oliv.
- Erica lycopodiastrum Lam.
- Erica macilenta L.Guthrie & Bolus
- Erica mackayana Bab.
- Erica macowanii Cufino
- Erica macrocalyx (Baker) Dorr & E.G.H.Oliv.
- Erica macroloma Benth.
- Erica macrophylla Klotzsch ex Benth.
- Erica macrotrema L.Guthrie & Bolus
- Erica madagascariensis (H.Perrier) Dorr & E.G.H.Oliv.
- Erica maderensis (Benth.) Bornm.
- Erica maderi L.Guthrie & Bolus
- Erica madida E.G.H.Oliv.
- Erica maesta Bolus
- Erica mafiensis (Engl.) Dorr
- Erica magistrati E.G.H.Oliv.
- Erica magnisylvae E.G.H.Oliv.
- Erica malmesburiensis E.G.H.Oliv.
- Erica mammosa L.
- Erica manifesta Compton
- Erica manipuliflora Salisb.
- Erica mannii (Hook.f.) Beentje
- Erica margaritacea Aiton
- Erica marifolia Aiton
- Erica maritima L.Guthrie & Bolus
- Erica marlothii Bolus
- Erica marojejyensis Dorr
- Erica massonii L.f.
- Erica mauritanica L.
- Erica mauritiensis E.G.H.Oliv.
- Erica maximiliani L.Guthrie & Bolus ex Schltr.
- Erica media Klotzsch ex Benth.
- Erica melanacme L.Guthrie & Bolus
- Erica melanomontana E.G.H.Oliv.
- Erica melanthera L.
- Erica melastoma Andrews
- Erica merxmuelleri Dulfer
- Erica micrandra L.Guthrie & Bolus
- Erica microcodon L.Guthrie & Bolus
- Erica microdonta (C.H.Wright) E.G.H.Oliv.
- Erica milanjiana Bolus
- Erica miniscula E.G.H.Oliv.
- Erica minutifolia (Baker) Dorr & E.G.H.Oliv.
- Erica minutissima Klotzsch ex Benth.
- Erica mira Klotzsch ex Benth.
- Erica mitchelliensis Dulfer
- Erica modesta Salisb.
- Erica mollis Andrews
- Erica monadelphia Andrews
- Erica monantha Compton
- Erica monsoniana L.f.
- Erica montis-hominis E.G.H.Oliv.
- Erica mucronata Andrews
- Erica muirii L.Bolus
- Erica multiflexuosa E.G.H.Oliv.
- Erica multiflora L.
- Erica multumbellifera P.J.Bergius
- Erica mundii L.Guthrie & Bolus
- Erica muscari Andrews
- Erica muscosa (Aiton) E.G.H.Oliv.
- Erica myriadenia (Baker) Dorr & E.G.H.Oliv.
- Erica myriocodon L.Guthrie & Bolus
- Erica nabea L.Guthrie & Bolus
- Erica nana Salisb.
- Erica natalensis Dulfer
- Erica natalitia Bolus
- Erica navigatoris E.G.H.Oliv.
- Erica nematophylla L.Guthrie & Bolus
- Erica nemorosa Klotzsch ex Benth.
- Erica nervata L.Guthrie & Bolus
- Erica nevillei L.Bolus
- Erica newdigatei Dulfer
- Erica nidularia G.Lodd.
- Erica nigrimontana L.Guthrie & Bolus
- Erica nivalis Andrews
- Erica nivea Sinclair
- Erica niveniana E.G.H.Oliv.
- Erica notholeeana (E.G.H.Oliv.) E.G.H.Oliv.
- Erica nubigena Bolus
- Erica nudiflora L.
- Erica numidica (Maire) Romo & Borat.
- Erica nutans J.C.Wendl.
- Erica nyassana (Alm & T.C.E.Fr.) E.G.H.Oliv.
- Erica oakesiorum E.G.H.Oliv.
- Erica oatesii Rolfe
- Erica obconica H.A.Baker
- Erica obliqua Aiton
- Erica oblongiflora Benth.
- Erica obtusata Klotzsch ex Benth.
- Erica occulta E.G.H.Oliv.
- Erica ocellata L.Guthrie & Bolus
- Erica octonaria L.Bolus
- Erica odorata Andrews
- Erica oligantha L.Guthrie & Bolus
- Erica oliveri H.A.Baker
- Erica omninoglabra H.A.Baker
- Erica onusta L.Guthrie & Bolus
- Erica oophylla Benth.
- Erica opulenta (J.C.Wendl. ex Klotzsch) Benth.
- Erica orculiflora Dulfer
- Erica oreina Dulfer
- Erica oreophila L.Guthrie & Bolus
- Erica oreotragus E.G.H.Oliv.
- Erica oresigena Bolus
- Erica orientalis R.A.Dyer
- Erica orthiocola E.G.H.Oliv.
- Erica ostiaria Compton
- Erica outeniquae (Compton) E.G.H.Oliv.
- Erica ovina Klotzsch ex Benth.
- Erica oxyandra L.Guthrie & Bolus
- Erica oxycoccifolia Salisb.
- Erica oxysepala L.Guthrie & Bolus
- Erica pageana L.Bolus
- Erica palliiflora Salisb.
- Erica paludicola L.Bolus
- Erica paniculata L.
- Erica pannosa Salisb.
- Erica papyracea L.Guthrie & Bolus
- Erica parilis Salisb.
- Erica parkeri (Baker) Dorr & E.G.H.Oliv.
- Erica parviflora L.
- Erica parviporandra E.G.H.Oliv.
- Erica passerina Montin
- Erica passerinoides (Bolus) E.G.H.Oliv.
- Erica patens Andrews
- Erica patersonia Andrews
- Erica paucifolia (J.C.Wendl.) E.G.H.Oliv.
- Erica pauciovulata H.A.Baker
- Erica pearsoniana L.Bolus
- Erica pectinifolia Salisb.
- Erica pellucida Sol. ex Salisb.
- Erica peltata Andrews
- Erica penduliflora E.G.H.Oliv.
- Erica penicilliformis Salisb.
- Erica perhispida Dorr & E.G.H.Oliv.
- Erica perlata Sinclair
- Erica permutata Dulfer
- Erica perplexa E.G.H.Oliv.
- Erica perrieri Dorr & E.G.H.Oliv.
- Erica perspicua J.C.Wendl.
- Erica petiolaris Lam.
- Erica petraea Benth.
- Erica petricola E.G.H.Oliv.
- Erica petrophila L.Bolus
- Erica petrusiana E.G.H.Oliv. & I.M.Oliv.
- Erica phacelanthera E.G.H.Oliv.
- Erica phaeocarpa E.G.H.Oliv.
- Erica philippioides Compton
- Erica phillipsii L.Bolus
- Erica physantha Benth.
- Erica physodes L.
- Erica physophylla Benth.
- Erica pilaarkopensis H.A.Baker
- Erica pillansii Bolus
- Erica pilosiflora E.G.H.Oliv.
- Erica pilulifera L.
- Erica pinea Thunb.
- Erica piquetbergensis (N.E.Br.) E.G.H.Oliv.
- Erica placentiflora Salisb.
- Erica planifolia L.
- Erica platycalyx E.G.H.Oliv.
- Erica platycodon (Webb & Berthel.) Rivas Mart. & al.
- Erica pleiotricha S.Moore
- Erica plena L.Bolus
- Erica plukenetii L.
- Erica plumigera Bartl.
- Erica plumosa Thunb.
- Erica podophylla Benth.
- Erica pogonanthera Bartl.
- Erica polifolia Salisb. ex Benth.
- Erica polycoma Benth.
- Erica portenschlagiana Dulfer
- Erica praenitens Tausch
- Erica priori L.Guthrie & Bolus
- Erica procaviana (E.G.H.Oliv.) E.G.H.Oliv.
- Erica prolata E.G.H.Oliv. & I.M.Oliv.
- Erica propendens Andrews
- Erica propinqua L.Guthrie & Bolus
- Erica pseudocalycina Compton
- Erica psittacina E.G.H.Oliv. & I.M.Oliv.
- Erica puberuliflora E.G.H.Oliv.
- Erica pubescens L.
- Erica pubigera Salisb.
- Erica pudens H.A.Baker
- Erica pulchella Houtt.
- Erica pulchelliflora E.G.H.Oliv.
- Erica pulvinata L.Guthrie & Bolus
- Erica pumila Andrews
- Erica purgatoriensis H.A.Baker
- Erica pycnantha Benth.
- Erica pyramidalis Aiton
- Erica pyxidiflora Salisb.
- Erica quadrangularis Salisb.
- Erica quadratiflora (H.Perrier) Dorr & E.G.H.Oliv.
- Erica quadrifida (Benth.) E.G.H.Oliv.
- Erica quadrisulcata L.Bolus
- Erica racemosa Thunb.
- Erica radicans (L.Guthrie) E.G.H.Oliv.
- Erica rakotozafyana Dorr & E.G.H.Oliv.
- Erica recta Bolus
- Erica recurvata Andrews
- Erica recurvifolia E.G.H.Oliv.
- Erica reenensis Zahlbr.
- Erica regerminans L.
- Erica regia Bartl.
- Erica rehmii Dulfer
- Erica remota (N.E.Br.) E.G.H.Oliv.
- Erica retorta L.f.
- Erica reunionensis E.G.H.Oliv.
- Erica revoluta (Bolus) L.E.Davidson
- Erica rhodantha L.Guthrie & Bolus
- Erica rhodopis (Bolus) Bolus
- Erica rhopalantha Dulfer
- Erica ribisaria L.Guthrie & Bolus
- Erica richardii E.G.H.Oliv.
- Erica rigidula (N.E.Br.) E.G.H.Oliv.
- Erica rimarum E.G.H.Oliv.
- Erica riparia H.A.Baker
- Erica rivularis L.E.Davidson
- Erica robynsiana Spirlet
- Erica rosacea (L.Guthrie) E.G.H.Oliv.
- Erica roseoloba E.G.H.Oliv.
- Erica rubens Thunb.
- Erica rubiginosa Dulfer
- Erica rudolfii Bolus
- Erica rufescens Klotzsch
- Erica rugata E.G.H.Oliv.
- Erica rupicola Klotzsch
- Erica russakiana E.G.H.Oliv.
- Erica rusticula E.G.H.Oliv.
- Erica sacciflora Salisb.
- Erica sagittata Klotzsch ex Benth.
- Erica salax Salisb.
- Erica salicina E.G.H.Oliv.
- Erica salteri L.Bolus
- Erica saptouensis E.G.H.Oliv.
- Erica savilea Andrews
- Erica saxicola L.Guthrie & Bolus
- Erica saxigena Dulfer
- Erica scabriuscula Link
- Erica schelpeorum E.G.H.Oliv. & I.M.Oliv.
- Erica schlechteri Bolus
- Erica schmidtii Dulfer
- Erica schumannii E.G.H.Oliv.
- söprűs hanga (Erica scoparia) L.
- Erica scytophylla L.Guthrie & Bolus
- Erica selaginifolia Salisb.
- Erica senilis Klotzsch ex Benth.
- Erica seriphiifolia Salisb.
- Erica serrata Thunb.
- Erica sessiliflora L.f.
- Erica setacea Andrews
- Erica setociliata H.A.Baker
- Erica setosa Bartl.
- Erica setulosa Benth.
- Erica sexfaria Aiton
- Erica shannonea Andrews
- Erica sicifolia Salisb.
- Erica sicula Guss.
- Erica silvatica (Welw. ex Engl.) Beentje
- Erica simii (S.Moore) E.G.H.Oliv.
- Erica similis (N.E.Br.) E.G.H.Oliv.
- Erica sitiens Klotzsch
- Erica sociorum L.Bolus
- Erica solandra Andrews
- Erica sonderiana L.Guthrie & Bolus
- Erica sonora Compton
- Erica sparmannii L.f.
- Erica sparsa Sinclair
- Erica spectabilis Klotzsch ex Benth.
- Erica sperata E.G.H.Oliv.
- Erica sphaerocephala J.C.Wendl. ex Benth.
- Erica spiculifolia Salisb.
- Erica spinifera (H.Perrier) Dorr & E.G.H.Oliv.
- Erica spumosa L.
- Erica squarrosa Salisb.
- Erica stagnalis Salisb.
- Erica steinbergiana H.L.Wendl. ex Klotzsch
- Erica stenantha Klotzsch ex Benth.
- Erica stokoeanthus E.G.H.Oliv.
- Erica stokoei L.Bolus
- Erica straminea J.C.Wendl.
- Erica straussiana Gilg
- Erica strigilifolia Salisb.
- Erica strigosa Aiton
- Erica stylaris Spreng.
- Erica subcapitata (N.E.Br.) E.G.H.Oliv.
- Erica subdivaricata P.J.Bergius
- Erica subimbricata Compton
- Erica subterminalis Klotzsch ex Benth.
- Erica subulata J.C.Wendl.
- Erica subverticillaris Diels ex L.Guthrie & Bolus
- Erica suffulta J.C.Wendl. ex Benth.
- Erica swaziensis E.G.H.Oliv.
- Erica sylvainiana Dorr & E.G.H.Oliv.
- Erica symonsii L.Bolus
- Erica syngenesia Compton
- Erica tarantulae E.G.H.Oliv.
- Erica taxifolia Dryand.
- Erica taylorii E.G.H.Oliv.
- Erica tegulifolia Salisb.
- Erica tenella Andrews
- Erica tenuicaulis Klotzsch ex Benth.
- Erica tenuifolia L.
- Erica tenuipes L.Guthrie & Bolus
- Erica tenuis Salisb.
- üstökös hanga (Erica terminalis) Salisb.
- Erica terniflora E.G.H.Oliv.
- Erica tetragona L.f.
- keresztes hanga (Erica tetralix) L.
- Erica tetrathecoides Benth.
- Erica thamnoides E.G.H.Oliv.
- Erica thimifolia J.C.Wendl.
- Erica thodei L.Guthrie & Bolus
- Erica thomae L.Bolus
- Erica thomensis (Henriq.) Dorr & E.G.H.Oliv.
- Erica thunbergii Montin
- Erica tomentosa Salisb.
- Erica toringbergensis H.A.Baker
- Erica totta Thunb.
- Erica tradouwensis Compton
- Erica tragomontana R.C.Turner
- Erica tragulifera Salisb.
- Erica triceps Link
- Erica trichadenia Bolus
- Erica trichoclada L.Guthrie & Bolus
- Erica trichophora Benth.
- Erica trichophylla Benth.
- Erica trichostigma T.M.Salter
- Erica trichroma Benth.
- Erica triflora L.
- Erica trimera (Engl.) Beentje
- Erica triphylla Link
- Erica tristis Bartl.
- Erica trivialis Klotzsch ex Benth.
- Erica truncata L.Bolus
- Erica tubercularis Salisb.
- Erica tumida Ker Gawl.
- Erica turbiniflora Salisb.
- Erica turgida Salisb.
- Erica turmalis Salisb.
- Erica turneri E.G.H.Oliv.
- Erica turrisbabylonica H.A.Baker
- Erica tysonii Bolus
- Erica uberiflora E.G.H.Oliv.
- ernyős hanga (Erica umbellata) L.
- Erica umbelliflora Klotzsch ex Benth.
- Erica umbonata Compton
- Erica umbratica E.G.H.Oliv. & I.M.Oliv.
- Erica unicolor J.C.Wendl.
- Erica unilateralis Klotzsch ex Benth.
- Erica urceolata (Klotzsch) E.G.H.Oliv.
- Erica urna-viridis Bolus
- Erica ustulescens L.Guthrie & Bolus
- Erica utriculosa L.Bolus
- Erica uysii H.A.Baker
- nyugati hanga (Erica vagans) L.
- Erica valida H.A.Baker
- Erica vallis-aranearum E.G.H.Oliv.
- Erica vallis-fluminis E.G.H.Oliv.
- Erica vallis-gratiae L.Guthrie & Bolus
- Erica vanheurckii Müll.Arg.
- Erica varderi L.Bolus
- Erica velatiflora E.G.H.Oliv.
- Erica velitaris Salisb.
- Erica ventricosa Thunb.
- Erica venustiflora E.G.H.Oliv.
- Erica verecunda Salisb.
- Erica vernicosa E.G.H.Oliv.
- Erica versicolor Andrews
- Erica verticillata P.J.Bergius
- Erica vestita Thunb.
- Erica viguieri (H.Perrier) Dorr & E.G.H.Oliv.
- Erica villosa Andrews
- Erica virginalis Klotzsch ex Benth.
- Erica viridiflora Andrews
- Erica viridimontana E.G.H.Oliv. & I.M.Oliv.
- Erica viscaria L.
- Erica viscosissima E.G.H.Oliv.
- Erica vlokii E.G.H.Oliv.
- Erica vogelpoelii H.A.Baker
- Erica walkeria Andrews
- Erica wangfatiana Dorr & E.G.H.Oliv.
- Erica wendlandiana Klotzsch
- Erica whyteana Britten
- Erica wildii Brenan
- Erica williamsiorum E.G.H.Oliv.
- Erica winteri H.A.Baker
- Erica wittebergensis Dulfer
- Erica woodii Bolus
- Erica wyliei Bolus
- Erica xanthina L.Guthrie & Bolus
- Erica xeranthemifolia Salisb.
- Erica zebrensis Compton
- Erica zeyheriana (Klotzsch) E.G.H.Oliv.
- Erica zitzikammensis Dulfer
- Erica zwartbergensis Bolus

A fenti fajok mellett az alábbi 8 hibrid is ebbe a nemzetségbe tartozik:
- Erica × flavisepala L.Guthrie & Bolus
- Erica × fontensis T.M.Salter
- Erica × nelsonii Fagúndez
- Erica × stuartii (Macfarl.) Mast.
- Erica × veitchii Bean
- Erica × vinacea L.Bolus
- Erica × watsonii Benth.
- Erica × williamsii Druce